# Коле Чофи (Изернија)
Коле Чофи је насеље у Италији у округу Изернија, региону Молизе.
Према процени из 2011. у насељу је живело 115 становника. Насеље се налази на надморској висини од 501 м.